# وحش (فلم 2022)
وحش (بالإنجليزية: Beast) هو فيلم بقاء إثارة أمريكي قادم من إخراج بالتاسار كورماكور وبطولة إدريس إلبا، شارلتو كوبلي، ايانا هالي ،ليا سافا جيفريز وريلي كيو. من المقرر عرض الفيلم في 19 أغسطس 2022.

## وصلات خارجية
- مقالات تستعمل روابط فنية بلا صلة مع ويكي بيانات